# 神秘体験
本記事では神秘体験（しんぴたいけん、Mystical experience）について説明する。

## 概要
岸本英夫は神秘体験を「知をも情をも越えた、特異で純粋な体験」と記述した。
内容はさまざまである。多くは、あるとき突然に、強烈な光を見たり、神々しい感情に打ちのめされたりする。その体験のあまりの強烈さに、人格や考え方が一瞬にして変わってしまうことさえある。
体験した本人にしかわからず、他者からはうかがい知ることができない、と言われている。あくまで自己の内部において体験することであって、第三者が確認できるものではない、と言う。

## 体験のきっかけ
神秘体験を惹起するものは多様であるが、以下のようなものが知られている。
- 宗教などの修行[2]。
- 眉間への手かざしによる霊動。鎮魂法とも呼ばれる。
- ヨーガ[3]
- 瞑想[2]
- 自己啓発セミナー[2] [注 1]
- LSD[2]やアヤワスカ[4]などの幻覚剤
- 肉体的、もしくは精神的な極限状態[5][注 2]

## 脳科学的研究
ペンシルバニア大学のアンドリュー・ニューバーグは、深い瞑想状態や祈りの状態にある者の脳内の神経学的変化を研究した。ニューバーグによると、深い祈りを込めた瞑想は、上頭頂葉後部の活動を低下させ、血流を減少させていた。また瞑想者のメラトニンやセロトニン濃度は上昇し、コルチゾールやアドレナリン濃度は低下していた。前者2つのホルモンはリラックス時には上昇し、後者2つはストレス負荷により上昇するので、この変化は理に適っているとした。
こうした研究成果は、あくまでも脳と体験に「対応関係」がある事を示すものである。（脳内の変化が体験を生み出すという因果関係を証明するものでは無い。）ニューバーグは、瞑想時における様々な神秘体験が「客観的な現実であるか」と問われた時に、それは「神経学的な現実」であると返している。

### 注
1. ↑  苫米地は「カタルシス体験」と結びつけて説明した。
2. ↑  以下は左記出典NHK「戦跡-薄れる記憶 AFTER THE WAR-」サイトより。「点呼でどもるようになり、どうきも激しかった。行軍中、突然目の前がぱっと明るくなり、観音様の姿が見えた。大声で『観音様だ』と叫んだ。小川にはすの花が咲いて、手に取ってみると、缶詰の空き缶だった。休憩していると、『ここにいると殺されるぞ、早く逃げろ』という声が聞こえ、1人歩いて逃げ出した。友軍に保護され、個室に収容された。毎夜、刑場へ連れて行かれる夢を見た」

## 関連文献
- Catret Juan, 土田元子「「ロヨラのイグナチオの神秘体験:『アカタミエント』の研究」田辺菫:神秘家としてのイグナチオ・デ・ロヨラ」『ソフィア』第36巻第3号、上智大学、1987年、416-421頁、ISSN 04896432、NAID 40002258418。
- 織田年和「回心と溶解体験:神秘体験の社会学的分析のために」『京都産業大学論集 人文科学系列』第17巻、京都産業大学、1990年5月、30-54頁、ISSN 02879727、NAID 110000162629。
- 渡辺学「ユング心理学の原型 : 神秘体験・心霊現象・心霊主義」『倫理学』第7号、筑波大学倫理学原論研究会、1989年3月、51-59頁、ISSN 02890666、NAID 110000489021。
- 岩野卓司「内的体験のブランショ革命:ジョルジュ・バタイユによる「無神学」の出発点についての考察」『明治大学教養論集』第432号、明治大学教養論集刊行会、2008年3月、1-20頁、ISSN 03896005、NAID 120001941159。
- 河原道三(2015)「 神秘体験--Wikipedia『神秘体験』記述について」